# Gliese 876 c
Gliese 876 c is een exoplaneet, die elke 30 dagen om de rode dwerg Gliese 876 draait. De planeet was in april 2001 ontdekt en is de tweede planeet in volgorde van toenemende afstand van zijn ster.

## Ontdekking
Het was al bekend dat de planeet Gliese 876 b om de ster draait. In 2001 toonde nadere analyse van de radiële snelheid van de ster aan dat er nog een planeet om de ster draait: Gliese 876 c. De omlooptijd van Gliese 876 c bleek precies de helft te zijn van die van Gliese 876 b. Dit betekent dat het "waggelen" van de ster als gevolg van de zwaartekracht van de planeet in eerste instantie werd opgevat als een hogere excentriciteit van de baan van Gliese 876 b.

## Baan en massa

Laplace-resonantie van de banen van Io, Europa en Ganymedes.

Gliese 876 c is in een 1:2:4 baanresonantie met de buitenste planeten: Gliese 876 b en Gliese 876 e. Dit betekent dat als Gliese 876 e één baan om zijn ster maakt, Gliese 876 b twee banen heeft gemaakt en Gliese 876 c vier. Er is maar één ander geval van een zogenaamde Laplace-resonantie bekend, namelijk drie van de manen van Jupiter: Io, Europa en Ganymedes. 
De halvelangeas van de baan is slechts 0,13 AE. Dat is ongeveer drie keer zo klein als de afstand tussen Mercurius en de Zon. Ook heeft de baan een hogere excentriciteit dan de planeten van het Zonnestelsel. Ondanks dat bevindt de planeet zich in de binnenrand van de bewoonbare zone. Dit komt doordat Gliese 876 een zwakkere ster is dan onze Zon. 
Omdat de planeet werd ontdekt door middel van de radiële snelheid, kan men alleen de ondergrens van de massa bepalen. De massa van de planeet is namelijk afhankelijk van de inclinatie van baan, die niet bepaald kan worden met de metingen. Maar door de baanresonantie kunnen de interacties tussen de planeten worden gebruikt om de massa te bepalen. Hieruit blijkt dat de planeet een massa heeft van ongeveer 0,72 MJ. 

## Kenmerken
Op basis van de massa is Gliese 876 c waarschijnlijk een gasreus zonder een vast oppervlak. Eigenschappen als de straal, temperatuur en compositie zijn echter onbekend, aangezien de planeet werd ontdekt door middel van de radiële snelheid. Uitgaande van een compositie vergelijkbaar met die van Jupiter heeft de planeet een wolkeloze bovenste atmosfeer. 
Gliese 876 c bevindt zich in de binnenrand van de bewoonbare zone. Hoewel het onbekend is of er leven kan ontstaan op een gasreus, is het mogelijk dat een grote maan die om de planeet draait bewoonbaar is. 